# 加冕冠
加冕冠是當君王在加冕典禮上所戴的冠冕。在一些王國當中，君王有時候不是只有一頂冠冕，有時候是在不同場合戴不一樣的冠，例如：加冕典禮上戴加冕冠，而在其他正式的場合，則戴帝冠。

## 著名的加冕冠
- 1877年的三重冕，教宗庇護十二世與若望二十三世曾經在加冕典禮上使用過。
- 聖愛德華皇冠—英國傳統加冕皇冠，但是很多君王使用其他皇冠來代替這加冕皇冠。聖愛德華皇冠直到1911年英王喬治五世加冕典禮後，成為英國永久性的加冕皇冠。
- 查理曼皇冠—歷代法國國王的加冕皇冠，直到法王路易十四。皇冠在法國大革命時被摧毀。
- 聖史蒂芬皇冠—這是教皇西爾維斯特二世贈與匈牙利第一位基督教國王圣伊什特万一世的皇冠，並且為他加冠。皇冠曾經被竊，後又失而復得，現在匈牙利的國徽上面仍然有聖史蒂芬皇冠的圖樣。